# Livingstone (città)
Livingstone è una città dello Zambia di circa 97 000 abitanti, sita a 10 km dalle cascate Vittoria sul fiume Zambesi.  La città porta il nome dell'esploratore scozzese David Livingstone, il primo europeo ad esplorare la zona.  Nel 1911  Livingstone divenne la capitale della colonia inglese della Rhodesia Settentrionale, fino a quando la sede del governo si spostò a Lusaka, nel 1935.
La città ha un piccolo museo dell'era coloniale che contiene una straordinaria collezione di oggetti legati a David Livingstone.  Dal 2000, il peggioramento dell'economia e delle condizioni sociali dello Zimbabwe hanno notevolmente aumentato il turismo di Livingstone a discapito delle cascate Vittoria, che era tradizionalmente il centro turistico della regione.

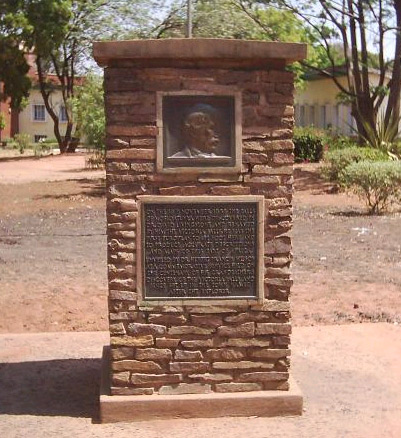
Monumento a David Livingstone

## Infrastrutture e trasporti
Livingstone è servita dall'Aeroporto Internazionale Harry Mwanga Nkumbula, sito alla periferia nord-ovest della città, che consente di collegarsi ad altri centri abitati dello Zambia tramite voli di linea nazionali nonché usato come scalo preferenziale, essendo quello più vicino, per il flusso turistico diretto alle cascate Vittoria. 
La struttura è intitolata al politico Harry Mwanga Nkumbula, tra i responsabili dell'indipendenza dello Zambia dal Regno Unito e leader dell'Africa National Congress.